# میچسواووو (استان اشوی‌داشکسیه)
میچسواووو (به لهستانی: Mieczysławów) یک منطقهٔ مسکونی در لهستان است که در گمینا تارووو واقع شده‌است. میچسواووو ۱۰۰ نفر جمعیت دارد.